# 진폭 편이 방식
진폭 편이 방식(振幅偏移変調, Amplitude Shift Keying; 간단히 ASK)는 디지털 신호 전송에 사용하는 변조 방식의 하나로, 전송 데이터의 스트림에 대응하고 반송파의 진폭을 변화시키기위한 송신 데이터를 보내는 방식이다. 아날로그 변조 방식인 진폭 변조(AM)와 마찬가지로 이 방식은 다른 변조 방식에 비해 소음의 방해와 페이딩의 영향을 받기 쉽다.

## 같이 보기
- 주파수 편이 변조